# Tamim al-Barghouti
Tamim al-Barghouti, em árabe: تميم البرغوثي, (Cairo, 1977) é um poeta, colunista e cientista-político palestino.
Estudou Ciências Políticas na Universidade do Cairo e na Universidade de Boston. Em 1999, quando vivia na Palestina, publicou o seu primeiro livro de poesia, Mijana. De volta ao Egito, escreveu sua segunda coletânea, Al Manzar.
Filho da escritora egípcia Radwa Ashour e do poeta palestino Mourid Barghouti, escreveu poemas que foram cantados pelos manifestantes durante os protestos que levaram à queda de Hosni Mubarak, em 2011. Ficou conhecido então como "poeta da revolução".
Participou da Festa Literária Internacional de Paraty em 2013.

## Trabalhos acadêmicos publicados
Nota: Alguns nomes estão grosseiramente traduzidos
- A Umma e a Dawla: O Estado-nação e o Oriente Médio. Londres: Pluto Press, 2008.
- Al-Wataniyya Al-Alifa. Cairo: The Centre of Contemporary Egyptian History of the Egyptian National Library, 2007.
- Guerra, Paz, Guerra Civil: um padrão? A Palestina e os palestinos no século 21. Editado por Rochelle Davis e Mimi Kirk, Bloomington: Indiana University Press, 2013.
- O Estado pós-colonial: o compromisso impossível na Enciclopédia de Oxford do Islã e da Política. Editado por Emad El-Din Shahin. Oxford University Press, 2014.
- Caldeirões quebrados em Shifting Sands: o desvendamento da Ordem Antiga no Oriente Médio. Editado por Raja Shehadeh e Penny Johnson. Londres: Profile Books, 2015.

## Coletâneas de poesia
- Ya Masr Hanet. Cairo: Dar Al-Shorouk, 2011
- Fi Al-Quda. Cairo: Dar Al-Shorouk, 2008
- Maqam Iraq. Cairo: Dar Atlas, 2005
- Qalu li Bethebb Masr. Cairo: Dar el-Shourouk, 2002
- Al-Manzhar. Cairo: Dar el-Shourouk, 2002.
- Mijana. Ramallah: Bait al-She’r Al Falasteeni, 1999.

## Textos jornalísticos
- Artigos semanais para o Electronic Paper: Arabi21, desde 2015
- Artigos quinzenais sobre política árabe e internacional para o jornal egípcio Al-Shorouk, entre abril de 2010 e 2014.
- Artigos semanais sobre Colonialismo, História, Cultura e identidade árabes para o jornal The Daily Star do Líbano, de agosto de 2003 a outubro 2004.